# Quezon (Bukidnon)
Quezon   es un municipio filipino de primera categoría. Se encuentra situado al norte de la isla de Mindanao. Forma parte de  la provincia de Bukidnon situada en la Región Administrativa de Mindanao del Norte. Para las elecciones está encuadrado en el Tercer Distrito Electoral.

## División administrativa
El municipio  de Quezon se divide, a los efectos administrativos, en 31 barangayes o barrios, conforme a la siguiente relación:

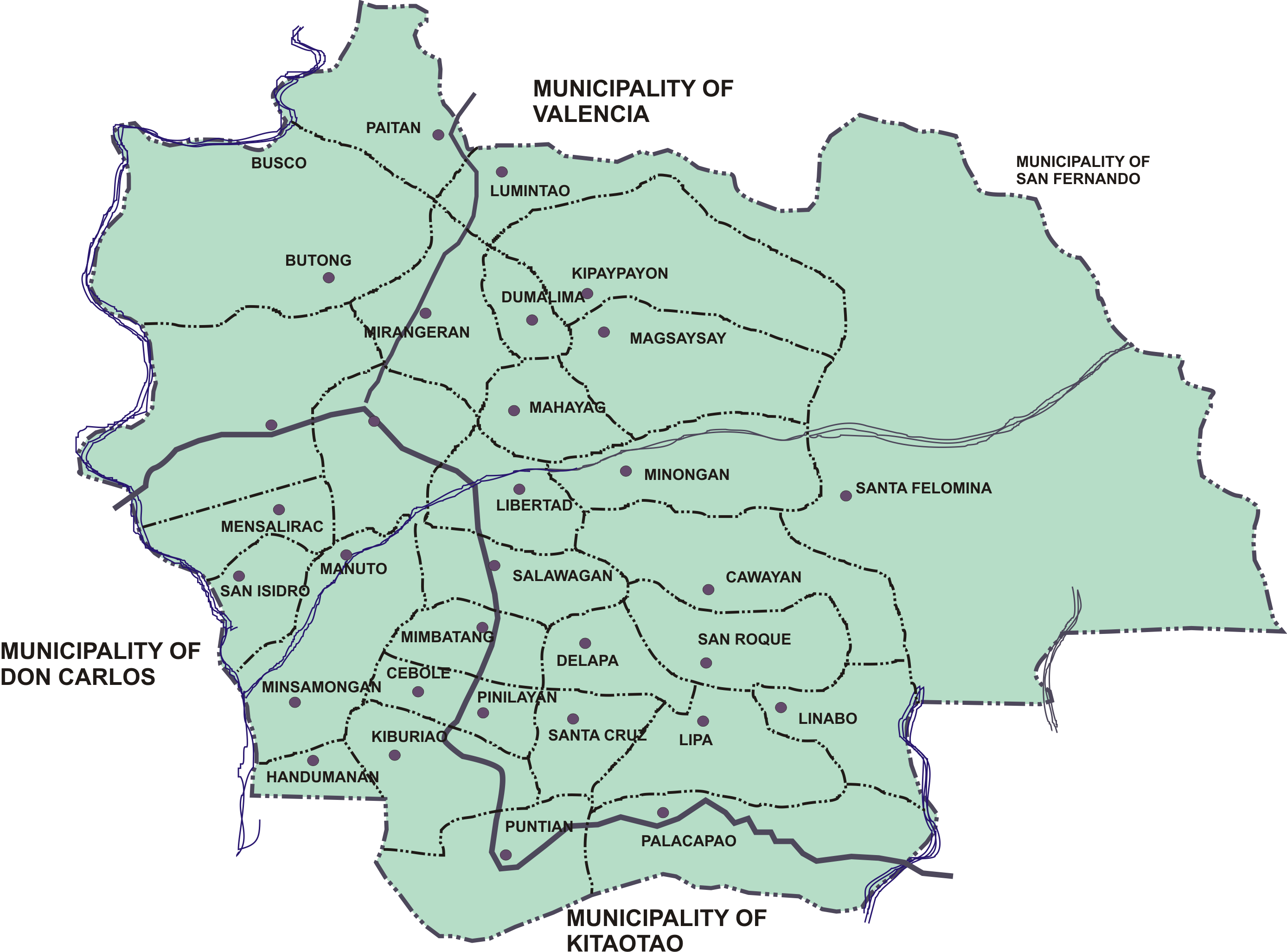
Mapa político de Quezon

| - Butong - Cebole - Delapa - Dumalama - C-Handumanan - Cawayan - Kiburiao | - Kipaypayon - Libertad - Linabo - Lipa - Lumintao - Magsaysay - Mahayag | - Manuto - Merangeran - Mibantang - Minongan - Minsalirac - Minsamongan - Paitan | - Palacapao - Pinilayan - Población (Kiokong) - Puntian - Salawagan - San Isidro | - San José - San Roque - Santa Cruz - Santa Filomena |  |

## Historia
El 18 de junio de 1966 los barrios y sitios de Nanapan (Pontian), Santa Cruz, Dilapa, Kiburiao, Mibantang y Cebole, hasta ahora pertenecientes al municipio de Dangcagan; y los barrios de Salwagan, Manoto, San José, Kiokong, Paitan, Lumintao y Kulaman, hasta ahora pertenecientes al municipio de Maramag; quedan separados de sus respectivos municipios para formar el nuevo municipio de Quezon, con la sede del gobierno en el barangay de Kiokong.